# Історія термодинаміки
Історія термодинаміки включає в себе перебіг подій повязаних з вивченням теплових процесів. Вона є одним з напрямків розвитку фізики, хімії, історії. Завдяки важливості описаних процесів вона тісно переплітається з розробками класичної механіки, квантової механіки, магнетизму та хімічної кінетики Має відношення до таких технологічних розробок, як паровий двигун, двигун внутрішнього згоряння, кріогенія та виробництво електроенергії . Розвиток термодинаміки рухав і керував атомною теорією, мотивував нові напрямки в теорії ймовірності та статистики.

## Історія

### Внески з античності
Люди здатні відчувати холод і тепло, тому інтуїтивне уявлення про температуру, як ступінь нагрітості, тіл появилось задовго до того, як стали оперувати науковими поняттями. У 3000 р. до н. е. Древні єгиптяни пов'язували спеку з міфологіями походження. Давньоіндійська філософія також вважає, що п'ять основних елементів є основою всіх космічних творінь. Серед попередніх досократичних філософів Емпедокл запропонував чотириелементну теорію, в якій усі речовини походять від землі, води, повітря та вогню . Очевидно, тому елемент вогню є головним родоначальником таких понять як флогін та калорійність. Близько 500 р. до н. е. Грецький філософ Геракліт стверджував, що трьома основними елементами в природі були вогонь, земля і вода.

Нагрівання тіла, наприклад сегмента альфа-спіралі білка (вгорі), як правило, змушує його атоми вібрувати більше і розширювати або змінювати фазу, якщо нагрівання продовжується; аксіома природи, зафіксована Германом Бергаве в 1700-х роках.

Спочатку виникло поняття калорійність, як невідома рідина, що є джерелом тепла. Тіла ніби вміли утримувати певну кількість цієї рідини, що призвело до терміна теплоємність, названого та вперше дослідженого шотландським хіміком Джозефом Блеком у 1750-х роках.
У 18-19 століттях вчені відмовилися від ідеї фізичної калорійності, а натомість ввели поняття внутрішня енергія системи
Атомізм є центральною частиною сьогоднішніх відносин між термодинамікою та статистичною механікою. Античні мислителі Левкіпп і Демокріт, а пізніше епікурейці, просуваючи атомізм, заклали основи атомної теорії. Атомна теорія до експериментального підтвердження атомів керувалася лише філософськими міркуваннями та науковою інтуїцією.
Парменід — грецький філософ 5 століття до н. е.виклав свої міркування про постожнечу, що зараз відоме як вакуум. Ця думка була підкріплена аргументами Арістотеля, хоча її і критикували Левкіпп і Герон Олександрійський . З Античності до Середньовіччя були кілька спроб побудувати вакуум, але всі виявилися невдалими.
Вчені Корнеліус Дреббель, Роберт Флудд, Галілео Галілей та Санторіо Санторіо в 16-17 століттях змогли виміряти відносну " холодність " або " гарячість " повітря за допомогою елементарного повітряного термометра (або термоскопа). Ця подія по суті стала початком науки термодинаміки.
Англійський філософ і вчений17 століття Френсіс Бекон припустив, що суть тепла є рух і ніщо інше. У 1643 р. Галілео Галілей, вважав, що відраза від природи обмежена. Насоси, що працюють на шахтах, вже довели, що природа заповнить вакуум водою лише на висоту ~ 30 футів. Знаючи цей факт, Галілей разом із своїм учнем Євангелістом Торрічеллі дослідили ці обмеження. Торрічеллі не вірив, що вакуум був причиною підняття води. Він вважав, що це було результатом тиску, який чинило на рідину навколишнє повітря.
Торрічеллі довів свою теорію експериментально. Він заповнив довгу скляну трубку (герметичну з одного кінця) ртуттю і перевернув її в посуд, що також містив ртуть. Лише частина трубки спорожнилася залишилося~ 30 дюймів рідини, а у верхній частині трубки створювався частковий вакуум .

### Перехід від хімії до термохімії

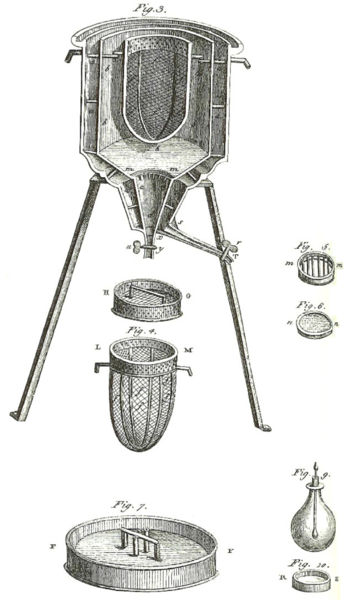
Перший у світі льодовий калориметр, використовуваний взимку 1782–83 рр. Антуаном Лавуазьє та П'єром-Саймоном Лапласом для визначення тепла, що виділяється при різних хімічних змінах ; розрахунки, що базувалися на попередньому відкритті Джозефом Блеком прихованого тепла. Ці експерименти знаменують основу термохімії.

В період алхімії, 17 століття, виникла теорія флогістону, яка у 18 столітті була замінена калорійною теорією . Флогістон був гіпотетичною речовиною, яка, як вважали, звільняється від горючих речовин під час горіння та від металів під час процесу іржавлення . Калорійність і флогістон, вважалися «речовиною» тепла, яка ніби переходить від більш гарячого тіла до більш холодного тіла, тим самим зігріваючи його.
Теорію калорій підірвали роботи Румфорда 1798 р., коли він показав, що чавунні гармати виробляють велику кількість тепла, яке він приписував тертю. Винахід парової машини також зосереджував його увагу на калориметрії та кількості тепла, що виробляється від різних видів вугілля . Кількісні дослідження змін тепла під час хімічних реакцій були започатковані Лавуазьє з використанням льодового калориметра після досліджень Джозефа Блека на прихованому теплі води.
Дослідження Джеймса Прескотта Джоуля в 1843 р. допомогли поставити предмет термодинаміки на міцну основу. Вільям Томсон все ще намагався в 1850 році пояснити спостереження Джоуля в межах калорійності, але корисність і пояснювальна сила кінетичної теорії незабаром почали витісняти калорійність. Джозеф Блек і Лавуазьє зробили важливий внесок у точне вимірювання змін тепла за допомогою калориметра, предмет, який став відомим як термохімія.

### Феноменологічна термодинаміка
- Закон Бойля (1662)

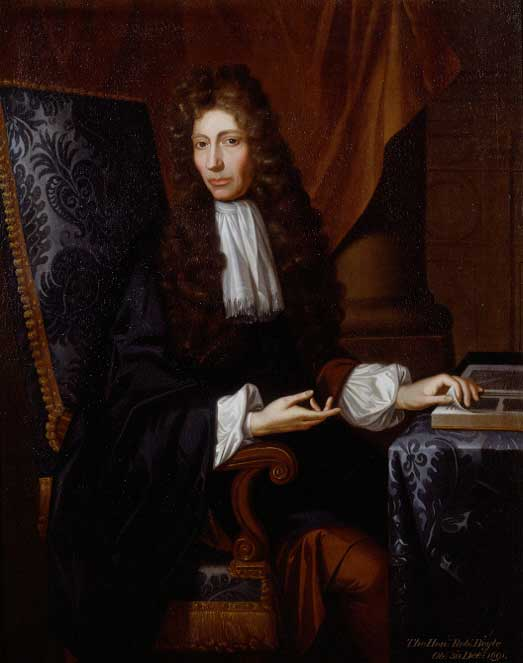
Роберт Бойл. 1627—1691

- Закон Шарля був вперше опублікований Джозефом Луї Гей-Люссаком в 1802 році, але він посилався на неопубліковану роботу Жака Шарля приблизно з 1787 року. Відносини були передбачені роботою Гійома Амонтонса в 1702 році.
- Закон Гей-Люссака (1802)

### Зародження термодинаміки як науки

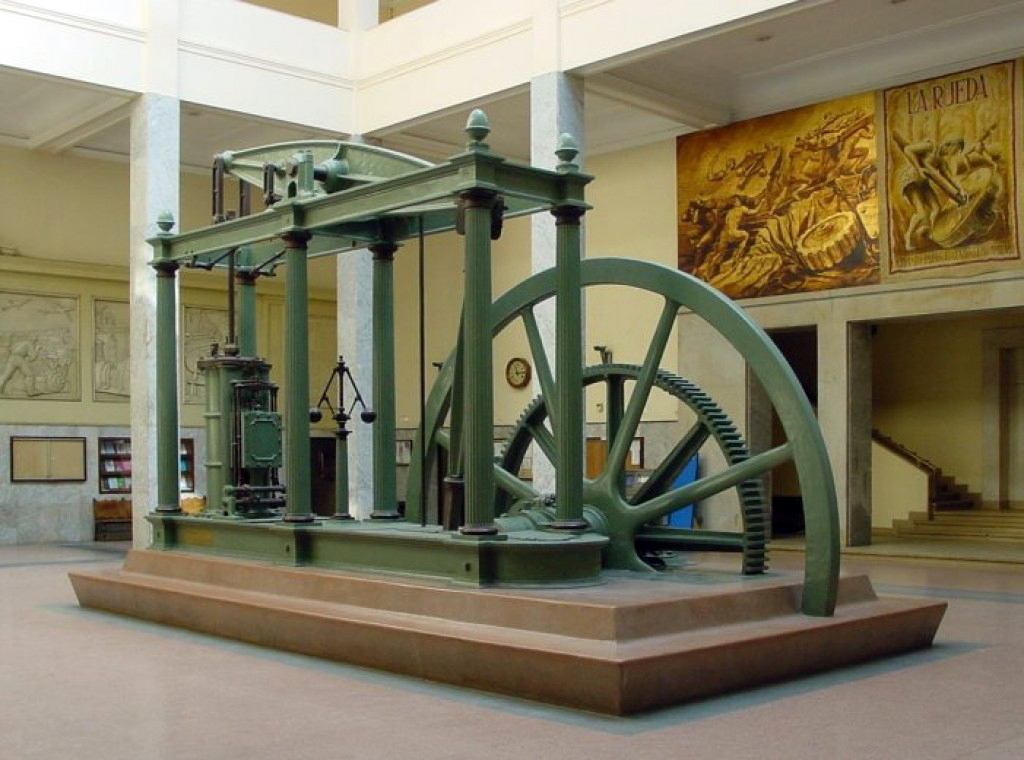
Watt паровий двигун, то паровий двигун, який приводиться в рух промислової революції у Великій Британії та світі

В 1656 р. Ірландський фізик і хімік Роберт Бойл разом з англійським ученим Робертом Гуком побудував повітряну помпу. Вони помітили кореляцію тиск-об'єм: PV = постійна. У той час повітря вважалося системою нерухомих частинок. Поняття теплового руху з'явилося тільки через два століття. Тому публікація Бойля в 1660 р. говорить про механічну концепцію: повітряна пружина. Коли винайшли термометр, температуру можна було визначити кількісно. Термометр дав Гей-Люссаку можливість вивести свій закон, який незабаром привів до закону про ідеальний газ . Ще до встановлення закону про ідеальний газ співробітник Бойля Денис Папін побудував у 1679 році кістковий варочник, що являє собою закриту посудину з щільно прилягаючою кришкою, яка обмежує пар до утворення високого тиску.
Щоб машина не вибухнула в конструкцію добавили клапан випуску пари. Спостерігаючи, як клапан ритмічно рухається вгору-вниз, Папін задумав ідею поршневого та циліндрового двигуна. В 1697 році, за проектом Папіна, інженер Томас Савері побудував перший двигун, який був сирим і неефективним, але привернув увагу провідних вчених того часу. Одним з таких учених був Саді Карно, «батько термодинаміки», який у 1824 р. опублікував « Роздуми про рушійну силу вогню» Це була наукова дискусія про тепло, потужність та ефективність двигуна, яка знаменувала собою початок термодинаміки як сучасної науки. У ній було проведено аналіз існуючих у той час парових машин, і було виведено умови, за яких ККД досягає максимального значення . Крім цього у цій же роботі були запроваджені основні поняття термодинаміки: ідеальна теплова машина, ідеальний цикл, оборотність і необоротність термодинамічних процесів.
До 1698 р.та винаходу двигуна Savery щоб підняти воду із затоплених соляних шахт в Англії для живлення шківів прикріплених до ковшів використовувались коні. Коли побудували парові двигуни, їх стали використовувати замість коней. Таким чином, кожен двигун почав асоціюватися з певною величиною «кінських сил» залежно від того, скільки коней він замінив. Перші двигуни були не досконалі. Вони працювали повільно і незграбно, перетворюючи менше 2 % вхідного палива в корисну роботу. Іншими словами, велику кількість вугілля (або деревини) потрібно було спалити, щоб отримати лише незначну частину роботи.

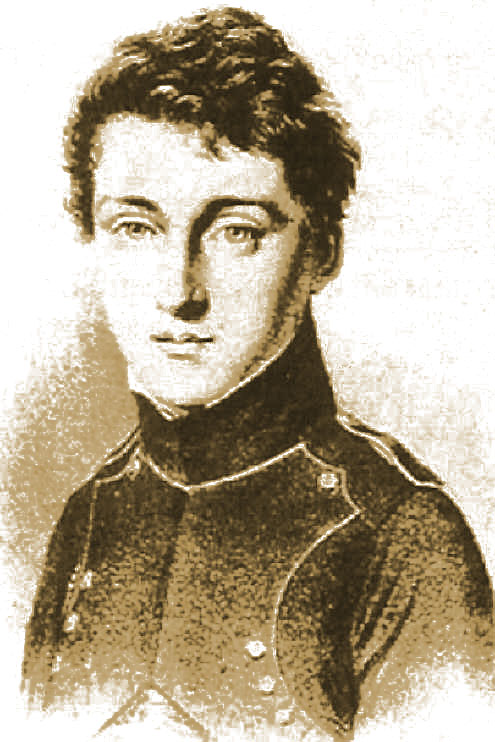
Саді Карно (1796—1832): «батько» термодинаміки

Книга Саді Карно " Роздуми про рушійну силу вогню " 1824 року стали вихідною точкою для термодинаміки як сучасної науки. Карно визначив «рушійну силу» як показник корисного ефекту, який здатний виробляти двигун. Карно ввів поняття " робота ", як вага, піднята через висоту, що стало основою всієї сучасної термодинаміки.
У 1843 році Джеймс Джоуль експериментально знайшов механічний еквівалент тепла. Це призвело до теорії збереження енергії та пояснило, чому тепло може працювати.
У 1850 році відомий математичний фізик Рудольф Клаузіус ввів термін «ентропія» для позначення тепла, втраченого або перетвореного у відходи. («Wärmegewicht» перекладається буквально як «теплова вага») Клаузіус точно сформулював принцип еквівалентності теплоти і роботи. У роботі «Про рушійну силу теплоти й про закони, які можна звідси отримати для теорії теплоти» незалежно від В. Ранкіна записав загальні співвідношення між теплотою і механічною роботою (перший закон термодинаміки) і розробив ідеальний термодинамічний цикл парової машини (цикл Клаузіуса-Ранкіна)
В 1854 році британський математик і фізик Вільям Томсон ввів термін « термодинаміка» у своїй роботі « Про динамічну теорію тепла» .
У 1871 р. появилась нова галузь термодинаміки Статистична термодинаміка, яку започаткували шотландський математик і фізик Джеймс Клерк Максвелл, та Клаузіус. Вона функціонує для аналізу великої кількості частинок в рівновазі, тобто систем, в яких не відбувається змін, таких, що лише їх середні властивості, як температура T, тиск P та об'єм V, стають важливими.
Австрійський фізик Людвіг Больцман у 1875 році, сформулював зв'язок між молекулярним рухом та ентропією S :
{\displaystyle S=k\log W\,}
W — кількість можливих станів, який такий рух може займати, k — постійна Больцмана .
Інженер-хімік Віллард Гіббс в 1876 р опублікував « Про рівновагу різнорідних речовин», в якому сформулював рівняння вільної енергії Гіббса. Дане рівняння пропонувало міру кількості «корисної роботи» "досяжно в реагуючих системах. Гіббс також породив концепцію, яку ми зараз знаємо як ентальпію Н, називаючи її «тепловою функцією для постійного тиску».
На основі цих досягнень Ларс Онсагер, Ервін Шредінгер, Ілля Пригожин та інші впроваджували ці «концепції» двигуна в проїжджу частину майже кожної сучасної галузі науки.

### Кінетична теорія
1620 року Френсіс Бекон в своїй роботі «Новий орган» осмислив давню думку, що тепло є формою руху. Перші ж роздуми про мікроскопічну природу тепла висловив Михайло Ломоносов. В одній із своїх робіт він писав:
"(..) рух не слід відмовляти, виходячи з того, що його не бачать. Хто б заперечував, що листя дерев рухаються, коли шелестить вітром, незважаючи на те, що воно не спостерігається з великих відстаней? Так само, як у цьому випадку рух залишається прихованим через перспективу, він залишається прихованим у теплих тілах через надзвичайно малі розміри рухомих частинок. В обох випадках кут огляду настільки малий, що не видно ні предмета, ні їх руху ".
Даніель Бернуллі в книзі « Гідродинаміка» (1738), вивів рівняння тиску газу, враховуючи зіткнення його атомів зі стінками контейнер і довів, що цей тиск становить дві третини середньої кінетичної енергії газу в одиниці об'єму.  Бернуллі також встановив зв'язок з принципом Готфріда Лейбніца vis viva, історичної назви кінетичної енергії.
Пізніше Джон Герапат самостійно сформулював кінетичну теорію в 1820 році, але помилково пов'язав температуру з імпульсом, а не з кінетичною енергією . Тому його робота не пройшла експертну перевірку і нею знехтували. Джон Джеймс Уотерстон у 1843 році подав здебільшого точний виклад, але його погляди також не підтримали.
Наступний розвиток кінетичної теорії продовжився в середині 19 століття, завдяки працям Рудольфа Клаузіуса, Джеймса Клерка Максвелла та Людвіга Больцмана . Клавзій у своїй праці 1857 року «Про природу руху, що називається теплом» заявив, що тепло — це середня кінетична енергія молекул. Максвелл у 1859 році отримав розподіл імпульсу, названий пізніше його ім'ям. Потім Больцман узагальнив свій розподіл для випадку газів у зовнішніх полях.
Больцман ввів у теорію кінетичної енергії багато фундаментальних понять. Окрім згаданого вище розподілу Максвелла — Больцмана, він пов'язував кінетичну енергію частинок з їх ступенем свободи . Рівняння Больцмана для функції розподілу газу в нерівноважних станах є до цього часу найефективнішим рівнянням для вивчення транспортних явищ у металах та газах. Вводячи поняття термодинамічної ймовірності, він показав, що його логарифм пропорційний ентропії.

## Галузі термодинаміки
Виникнення основних галузей термодинаміки відображає дана схема:
- Термохімія — 1780-ті
- Класична термодинаміка — 1824 рік
- Хімічна термодинаміка — 1876 рік
- Статистична механіка — c. 1880-ті
- Рівноважна термодинаміка
- Інженерна термодинаміка
- Термодинаміка хімічної техніки — c. 1940-ті
- Нерівноважна термодинаміка — 1941
- Термодинаміка малих систем — 1960-ті
- Біологічна термодинаміка — 1957
- Термодинаміка екосистем — 1959
- Релятивістська термодинаміка — 1965
- Раціональна термодинаміка — 1960-ті
- Квантова термодинаміка — 1968
- Термодинаміка чорних дір — c. 1970-ті
- Теорія критичних явищ та використання теорії груп перенормування в статистичній фізиці — 1966—1974
- Геологічна термодинаміка — c. 1970-ті
- Термодинаміка біологічної еволюції — 1978
- Геохімічна термодинаміка — c. 1980-ті
- Термодинаміка атмосфери — c. 1980-ті
- Термодинаміка природних систем — 1990-ті
- Надмолекулярна термодинаміка — 1990-ті
- Термодинаміка землетрусів — 2000
- Термодинаміка лікарсько-рецепторних препаратів — 2001
- Термодинаміка фармацевтичних систем — 2002

Поняття термодинаміки також застосовуються в інших областях, наприклад:
- Термоекономіка — c. 1970-ті

## Ентропія та другий закон
Саді Карно в 1824 р. припустив, що частина калорій, доступних для отримання корисної роботи, втрачається в будь-якому реальному процесі. У березні 1851 р., узгоджуючись з роботою Джеймса Прескотта Джоуля, лорд Кельвін почав припускати, що у всіх процесах є неминуча втрата корисного тепла.
Вільям Джон Маккорн Ренкін у 1849 році незалежно від Клаузіуса отримав загальні рівняння термодинаміки, що виражають співвідношення між теплотою і механічною енергією. У 1854 р. він почав використовувати для обчислення термодинамічної функції . Згодом було доведено, що це ідентично концепції ентропії, сформульованій Рудольфом Клаузіусом у 1865 році. Клавзій використав концепцію ентропії для розробки свого класичного висловлення другого закону термодинаміки.

## Теплопередача
Практичне значення теплопровідності одразу відобразилось у повсякденному житті. У 1701 році Ісаак Ньютон опублікував свій закон теплообміну . Однак у 17 столітті з'явилося думка, що всі матеріали мають однакову провідність і що різниця в відчуттях виникає внаслідок їх різної теплоємності .
Припущення, що це може бути не так, походять від нової науки про електрику,, яка розділила матеріали на провідники та ізолятори. Ян Інген-Хоус та Бенджамін Томпсон 1785-9 роках зробили незалежно один від одного деякі з найперших вимірювань.
Едмунд Галлей в 1686 році вперше усвідомив важливість для метеорології того, що тепле повітря піднімається. Сер Джон Леслі зауважив у 1804 році, що охолоджуючий ефект потоку повітря посилюється зі своєю швидкістю .
У 1777 році Карл Вільгельм Шеле відрізнив теплообмін від конвекції та провідності. У 1791 році П'єр Прево засвідчив, що всі тіла випромінюють тепло, незалежно від того, наскільки вони холодні або гарячі. У 1804 році Леслі зауважив, що матова чорна поверхня випромінює тепло ефективніше, ніж чорна полірована поверхня, припускаючи важливість випромінювання чорного тіла . У 1831 році Македоніо Меллоні продемонстрував, що випромінювання чорного тіла може відображатися, заломлюватися і поляризуватися так само, як світло.
У 1862 р. Джеймс Клерк Максвелла зрозумів, що і світло, і випромінювальне тепло є формами електромагнітної хвилі. Це призвело до початку кількісного аналізу теплового випромінювання. У 1879 р. Йожеф Стефан зауважив, що загальний потік випромінювання від чорного тіла пропорційний четвертій потужності його температури, і сформував закон Стефана — Больцмана Теоретично закон вивів Людвіг Больцманн у 1884 році.

## Абсолютний нуль
У 1702 р. Гійом Амонтон а основі спостережень за газами ввів поняття абсолютного нуля. У 1810 році Джон Леслі штучно заморозив воду до льоду і започаткував першу абсорбційну машину для приготування штучного льоду. Ідея абсолютного нуля була узагальнена в 1848 році лордом Кельвіном. У 1906 р. Вальтер Нернст виклав третій закон термодинаміки, відомий також як теорема Нернста.

## Квантова термодинаміка
У 1900 році Макс Планк отримав закон розподілу енергії в спектрі абсолютно чорного тіла (формула Планка) й обґрунтував цей закон, ввівши уявлення про кванти енергії та квант дії. Це досягнення поклало початок розвитку квантової фізики. Введення нових даних вимагало введення нової константи, відомої як константа Планка, яка являється фундаментальною константою сучасної фізики.